# یان
یان (به لاتین: Yan, Kedah) یک عوارض جغرافیایی در مالزی است که در کداح واقع شده‌است.